# Lehrling der Zeit
Lehrling der Zeit ist ein österreichischer Spielfilm von Simon Tasek und Rudi Pichler im gemischten Genre aus Historienfilm und Dokufiktion über das Handwerk eines Kochs. Die Vorpremiere des Films fand am 4. Mai 2018 in Salzburg statt. Der Film wurde im Kino, bei Vorführungen des Bildungswerkes in Salzburger Gemeinden und in Salzburger Schulen gezeigt.
Der Film wurde als Projekt 2017 auf dem DOK.fest München vorgestellt und erhielt den Kompositions-Förderpreis.

## Handlung
Rudi Pichler ist als erfolgreicher Chefkoch in einem Salzburger Haubenlokal tätig. Seine Leidenschaft fürs Kochen führt ihn unerwartet auf eine außergewöhnliche Reise. Es ist eine Zeitreise ins Pongau in die Zeit des Jahres 1945, 14 Tage nach Kapitulation der deutschen Wehrmacht. Die kleine Bauernfamilie Windhager kämpft ums Überleben. Rudi begleitet Mutter Elisabeth und ihre Kinder bei deren vielseitigen Maßnahmen, Essen auf den Tisch zu bekommen. Dadurch lernt er nicht nur vergessene kulinarische Künste kennen, sondern findet auch neue Inspiration für seine moderne Küche. Er entwickelt ein einzigartiges Menü, das traditionelle Wurzeln mit moderner Kochkunst vereint.
Der Film stellt dar, wie es sich anfühlt, in einer aussichtslosen Zeit mutig nach vorne zu gehen und Schritt für Schritt einer neuen Zukunft entgegen und welche Rolle Lebensmittel dabei spielen. Er soll lehrreiche, humorvolle und spannende Einblicke auf die damalige Zeit im Vergleich mit der gegenwärtigen Situation, in die Lebensweise und die Bedeutung von regional erzeugten Lebensmitteln geben.

## Produktion
Die Dreharbeiten fanden Ende Oktober bis Mitte November 2017 statt. Gedreht wurde hauptsächlich im Pongau im Salzburger Land. Weil der Film die Pongauer Identität und die Traditionen der Region konserviert und wiederbelebt sowie regionale Lebensmittelproduzenten präsentiert, wurde er durch die Leader-Region Lebens.Wert.Pongau gefördert, ebenso wie durch die Sponsoren Raiffeisenbank Salzburg, Lerchenmühle Wieser GmbH, Itzlingers Biobäckerei GmbH sowie durch die Unterstützer Kunsthilfe Salzburg, Wirtschaftskammer Salzburg, Landwirtschaftskammer Salzburg und Salzburger Agrar Marketing.
Produziert wurde der Film von Doppelkopf-Studio in Zusammenarbeit mit 2010 Entertainment. Für die Szenenbilder zeichneten die Produzenten selbst verantwortlich, für das Kostümbild Claudia Trentini und für die Filmmusik Dominik Wallner.